# マーチ・90P

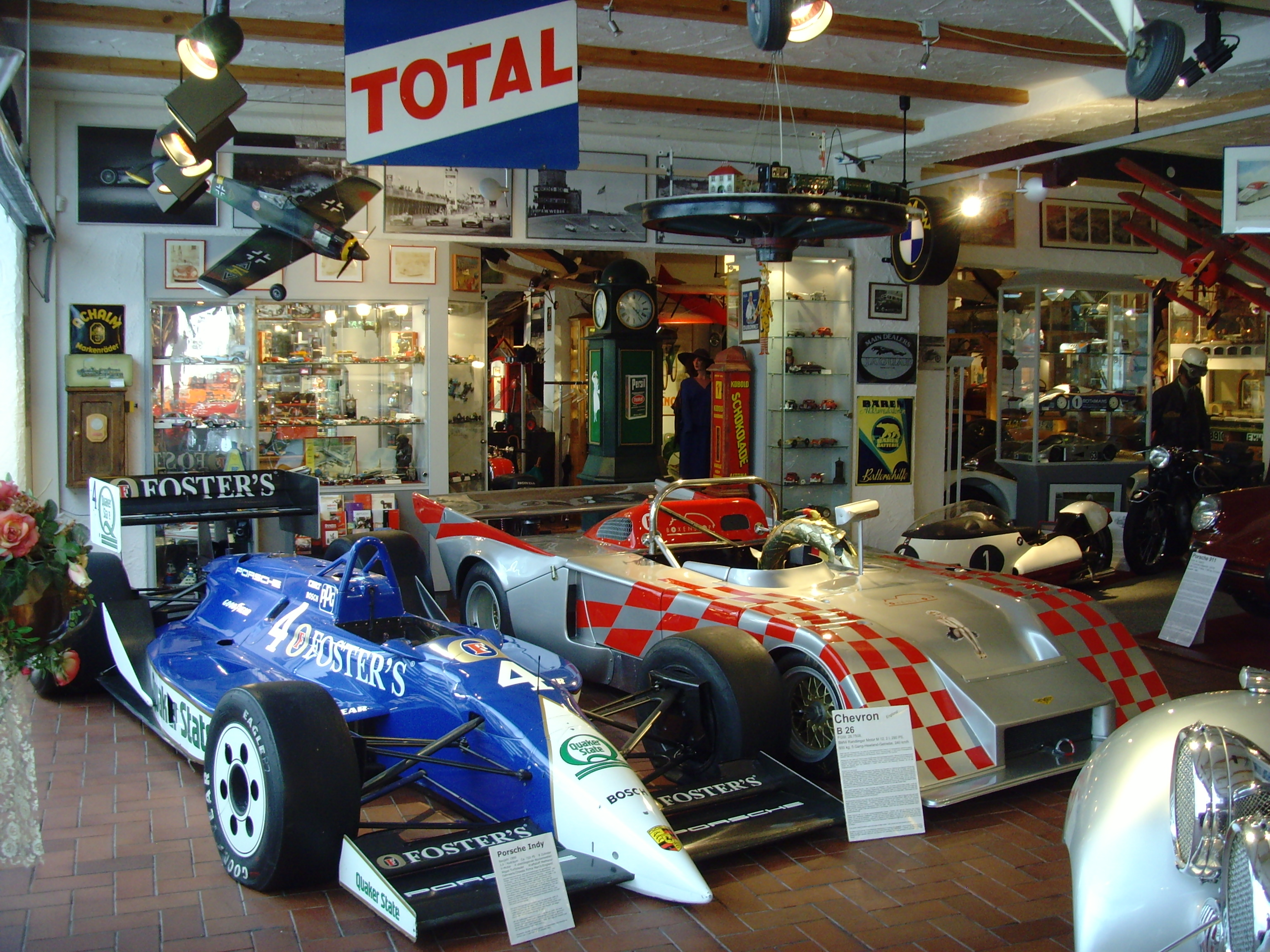
マーチ・ポルシェ90P

マーチ・90P（March 90P）は、イギリスのマーチ・エンジニアリングが1990年のインディカー（CART）用に開発・設計・製造されたオープンホイールレースカーである。90Pは失敗作に終わり、デンバー戦でテオ・ファビがポールポジションを獲得したのみだった。ポルシェ インディV8エンジンを搭載していた。